# 1962 у Миколаєві
| Роки в Миколаєві ← • 1901 • 1902 • 1903 • 1904 • 1905 • 1906 • 1907 • 1908 • 1909 • 1910 • 1911 • 1912 • 1913 • 1914 • 1915 • 1916 • 1917 • 1918 • 1919 • 1920 • 1921 • 1922 • 1923 • 1924 • 1925 • 1926 • 1927 • 1928 • 1929 • 1930 • 1931 • 1932 • 1933 • 1934 • 1935 • 1936 • 1937 • 1938 • 1939 • 1940 • 1941 • 1942 • 1943 • 1944 • 1945 • 1946 • 1947 • 1948 • 1949 • 1950 • 1951 • 1952 • 1953 • 1954 • 1955 • 1956 • 1957 • 1958 • 1959 • 1960 • 1961 • 1962 • 1963 • 1964 • 1965 • 1966 • 1967 • 1968 • 1969 • 1970 • 1971 • 1972 • 1973 • 1974 • 1975 • 1976 • 1977 • 1978 • 1979 • 1980 • 1981 • 1982 • 1983 • 1984 • 1985 • 1986 • 1987 • 1988 • 1989 • 1990 • 1991 • 1992 • 1993 • 1994 • 1995 • 1996 • 1997 • 1998 • 1999 • 2000 • → |

1962 у Миколаєві — список важливих подій, що відбулись у 1962 році в Миколаєві. Також подано перелік відомих осіб, пов'язаних з містом, що народились або померли цього року, отримали почесні звання від міста.

## Події

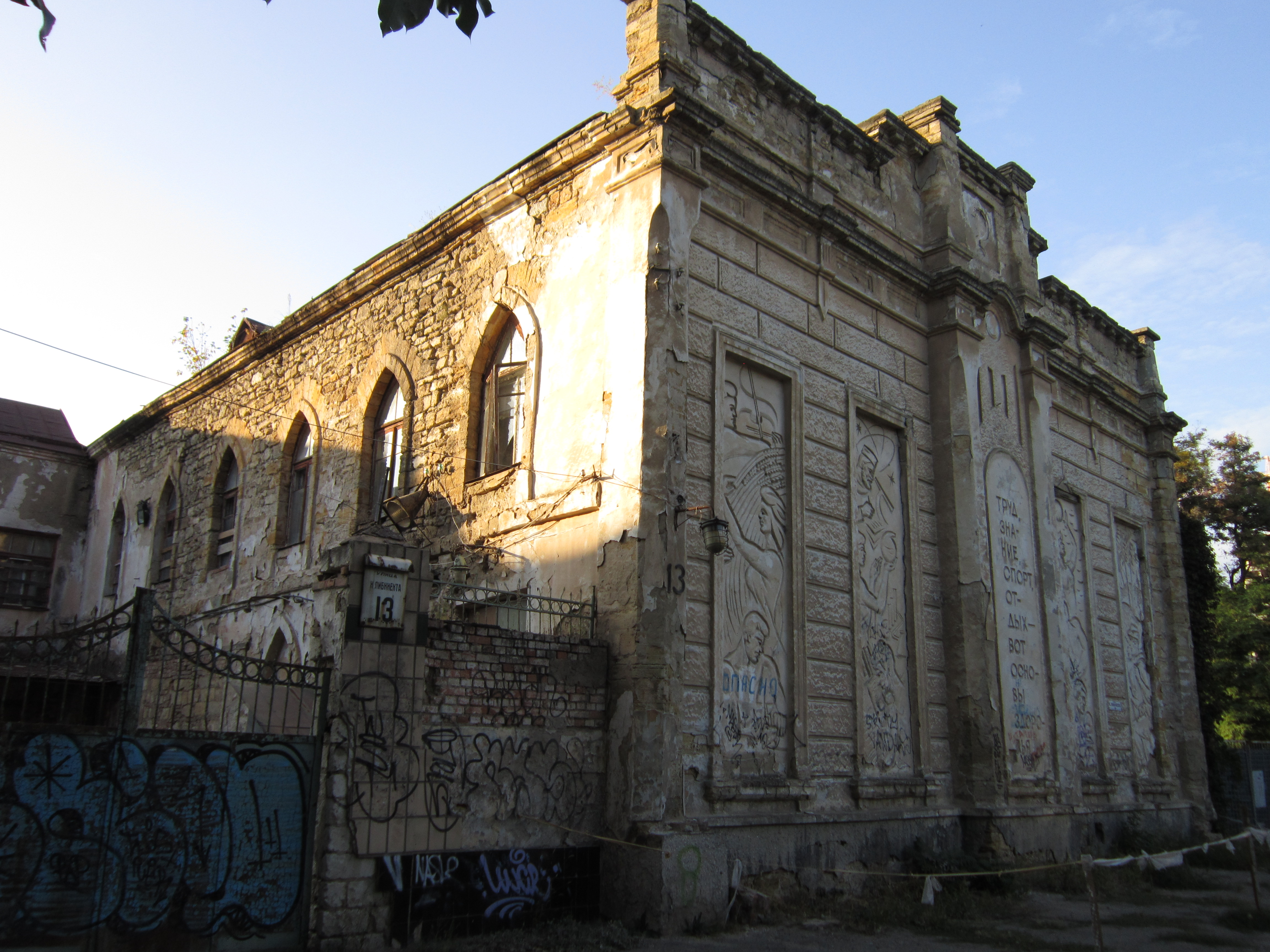
Стара миколаївська синагога

- 11 квітня на заводі імені 61 комунара спущений на воду великий протичовновий корабель проєкту 61 типу «Комсомолець України» «Проворний»[1].
- 21 квітня після смерті чергового рабина рішенням Миколаївського облвиконкому було закрито єдину в Миколаївській області синагогу[2].
- 30 грудня Миколаїв знову став районним центром відновленого Миколаївського району.
- У парку Перемоги з'явилися атракціони: «повітряна карусель», «колесо огляду» і «літаки-винищувачі».

## Особи

### Очільники
- Голова виконавчого комітету Миколаївської міської ради — Парсяк Никифор Онисимович.
- 1-й секретар Миколаївського міського комітету КПУ — Васляєв Володимир Олександрович.

### Народились
- Дмитренко Тетяна Володимирівна (нар. 15 березня 1962, село Кам'януватка, тепер Братського району Миколаївської області) — українська радянська діячка, ізолювальниця Миколаївського заводу імені 61 Комунара. Депутат Верховної Ради УРСР 11-го скликання.
- Євсєєв Василь Аркадійович (30 серпня 1962, Луганськ — 26 червня 2010) — радянський та український футболіст, захисник, пізніше — футбольний тренер. У складі клубу «Евіс» провів 34 матчі, забив 1 гол.
- Причина Геннадій Георгійович (нар. 11 квітня 1962, село Балашове Іванівського району Херсонської області) — український діяч, виконувач обов'язків голови Херсонської обласної ради (2006 р.). Випускник Миколаївського педагогічного інституту імені Бєлінського.
- Пучков Сергій Валентинович (нар. 17 квітня 1962, Лутугине) — український футбольний тренер. У минулому — радянський та український футболіст. У складі клубу «Миколаїв» провів 44 матчі, забив 8 голів. У 1997 році був граючим тренером МФК «Миколаїв».
- Ульянкіна Тетяна Іванівна (нар. 1962, Миколаїв) — заслужена майстриня народної творчості України.

### Померли
- Кефелі Яків Йосипович (нар. 7 листопада 1876, Миколаїв — пом. 6 липня 1962, Париж) — генерал російської імператорської армії караїмського походження, доктор медичних наук.